# Bernardino Zenale

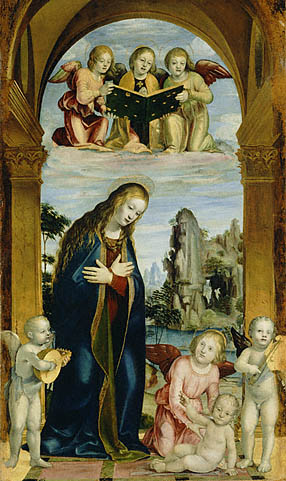
Pintura de Bernardino Zenale.

Bernardo ou Bernardino Zenale (1460 — 1526) foi um pintor e arquiteto italiano.
Zenale nasceu em Treviglio, Lombardia, onde em 1485 finalizou o grande políptico de San Martino di Treviglio, com Bernardino Butinone. Mais tarde, colaborou na decoração do Monastério Certosa di Pavia. Também trabalhou no Castello Sforzesco, em Milão, a pedido de Ludovico Sforza, Duque de Milão.
Depois de 1500, Zenale parece ter abandonado o estilo expressionista, típico de Ferrara, de Butinone, e passou a se influenciar por Da Vinci e por Bernardino Luini. Também trabalhou na Bréscia. Substituiu Giovanni Antonio Amadeo na direção dos trabalhos para a construção da Catedral de Milão.